# Spermacoce octodon
Spermacoce octodon là một loài thực vật có hoa trong họ Thiến thảo. Loài này được (Hepper) Hakki miêu tả khoa học đầu tiên năm 1984.